# 坝黄镇
坝黄镇，是中华人民共和国贵州省铜仁市碧江区下辖的一个乡镇级行政单位。

## 行政区划
坝黄镇下辖以下地区：
坝黄社区、龙井村、坝黄村、坪茶村、泥哨村、金龙村、官庄村、竹田村、太坪村，、高坝田村、长坪村、苗哨溪村、木弄村、宋家坝村和白果村。